# Исупов, Тимур Асланович
Тимур Асланович Исупов — российский театральный режиссёр, актёр, педагог. Родом из аула Блечепсин Республики Адыгея. Заслуженный артист Абхазии (2018)

## Биография
Родился 22 апреля 1979 года в Моздоке в театральной семье.
Отец - Исупов Аслан Мухарбиевич (13.09.1954 г.р.), балетный танцовщик, балетмейстер, педагог, Народный артист Адыгеи, заслуженный артист Грузинской ССР, ученик великого В. М. Чабукиани. Мама - Исупова Светлана Константиновна (13.04.1950 - 09.05.2022), артистка оркестра, скрипачка, педагог.
Все детство прошло в древнем грузинском городе Кутаиси и Моздоке (Северная Осетия), но в 1993 году семья переезжает в Кабардино-Балкарию, в город Нальчик, где в 1996 году была окончена 31 средняя школа. В том же году состоялось поступление в Кабардино-Балкарский Государственный университет на химико-биологический факультет, но гены берут свое и уже на следующий год, в 1997 году судьба привела в Краснодар, в Академию культуры и искусства на отделение режиссуры и познакомила с прекрасным педагогом, настоящим профессионалом своего дела Ковакиным Леонидом Дмитриевичем.
В 2002 году окончил Краснодарский государственный университет культуры и искусства. Затем учился в РАТИ (ГИТИС) на факультете эстрады у Валерия Борисовича Гаркалина. Специальность — режиссёр, преподаватель по специальности (режиссура).
Женат, в семье трое детей. Жена — актриса драматического театра Юлия Алексеевна Исупова. Двое сыновей Ян и Артур (2001 г.р. и 2009 г.р.), а так же дочка Алия (2018 г.р.)
Член партии Единая Россия с 2022 года.

## Творчество
С 2003 по 2007 год режиссёр и актёр «Классного театра», театра «Беларусский вокзал».
Прошёл профессиональную переподготовку в АПРИКТ у Народного артиста России М. М. Новохижина.
С 2007 по 2010 год актёр «Ведогонь-театра» (г. Москва). Сотрудничал с Московским драматическим театром имени К. С. Станиславского и театром «Наш дом».
С 2010 года режиссёр-постановщик и актер Национальный театра Адыгеи им. И.Цея, г. Майкоп.
С того же 2010 года осуществляется регулярное сотрудничество с телевидением и радио Адыгеи, осуществлены ряд проектов по озвучанию документальных фильмов, роликов, посвящённых ветеранам, Героям Советского Союза, записано несколько циклов поэтических программ. В качестве мастера художественного слова ведётся работа с Государственным симфоническим оркестром Республики Адыгея, ГААНТ Нальмэс и ГАНПТ «Исламей», с Картинной галереей Республики Адыгея, с творческими коллективами Государственной филармонии РА. Осуществлены такие работы как:
«Сказка для чтеца с оркестром» по повести Н. В. Гоголя «Ночь перед Рождеством».
"Чиполлино" (Дж. Родари) - сказка для чтеца с симфоническим оркестром;
"Конёк-Горбунок" ( П. Ершов) - сказка для чтеца с симфоническим оркестром;
"Онегин"  (А. Пушкин) - музыкально-поэтическая композиция (совместно с Камерным музыкальным салоном);
"Восток - дело тонкое"  - поэтическая композиция с симфоническим оркестром. 
"Галопом по Европам" - литературно-музыкальная композиция с симфоническим оркестром.
"Василий Теркин" - поэма о солдате с Государственным оркестром русских народных инструментов "Русская удаль".
В 2013 году сотрудничал с театром музыки и драмы под руководством Стаса Намина в работе над проектом «Портрет Дориана Грея» по произведению О. Уайльда (сорежиссёр спектакля)
В 2015 году поставил спектакль «Продавец дождя» Р. Нэш, для театральной компании «ЛиТ» (г. Москва)
С 2014 по 2016 год в качестве штатного режиссёра-постановщика работал с Камерным музыкальным театром им. А. А. Ханаху.
В 2017 года осуществил совместный проект с симфоническим оркестром Государственной филармонией РА — «Сказка для чтеца с оркестром» по повести Н. В. Гоголя «Ночь перед Рождеством». (Дирижер — Каплан Сташ)
В 2017 году сотрудничал с Черкесским драматический театром.
С 2018 года заместитель художественного руководителя по творчеству Национального театра Республики Адыгея им. И.Цея.
Выпустил театрализованную музыкально-поэтическую программу «Заклинаю — помните!», посвящённую 75-летию Сталинградской битвы.
В сентябре 2018 года во время гастролей в Республику Абхазия удостоен звания «Заслуженный артист Абхазии».
С сентября 2019 по июнь 2023 года -  Главный режиссёр Национального театра Республики Адыгея имени И. С. Цея 
С декабря 2023 по май 2025 года - Главный режиссёр Концертного объединения Республики Адыгея. 
С сентября 2023 года старший преподаватель кафедры Музыкального и Хореографического искусства  Адыгейского Государственного Университета. 
В 2024 году основал театральную студию Адыгейского Государственного Университета "Пространство". 
В 2025 году возглавил Студенческий театр Адыгейского Государственного Университета. 
В апреле 2025 года был ведущим сольного концерта Государственного академического ансамбля народного танца Адыгеи "Нальмэс" в Государственном Кремлевском дворце.
Съёмки в кино. 
Сериал "Под прикрытием" 2013 год, роль - директор завода, режиссёр Т. Алпатов. 
Сериал "Бим-3", 2024, роль - Денис, режиссёр П. Дроздов. 
Сериал "Спасская-4", 2024, роль - Армен, режиссёр А. Черняев (в производстве)
Сериал "Спасская-5", 2025, роль - Армен, режиссёр А. Черняев (в производстве)

## Звания и премии
Заслуженный артист Абхазии (2018 г.)
Лауреат первого Московского фестиваля «Сказочный мир» за «Лучшую режиссерскую работу» (спектакль «С приветом из Простоквашина») май 2007 года.
Лауреат Международного фестиваля «Театральная неделя в Химках» за «Лучшую мужскую(главную) роль» (Санчо Панса в спектакле «Дон Кихот», режиссер В. В. Красовский) ноябрь 2007 года.
Спектакль «Слуга двух господ» стал лауреатом VI Международного фестиваля «Сцена без границ» г. Владикавказ в двух номинациях: «Лучшая сценография» (Сиюхов Рамазан.) и «Вдохновение и артистизм» (Зехов Зуральбий.) декабрь 2013 года.
Спектакль «Люби меня, как я хочу!» стал лауреатом XIV фестиваля «Кубань театральная г. Краснодар в номинации „Лучшее музыкальное оформление“ ноябрь 2014 года (соавтор музыки к спектаклю).
Спектакль „Слуга двух господ“ стал лауреатом XVI Регионального фестиваля „Кубань театральная“ г. Краснодар в двух номинациях: „Лучшая женская роль второго плана“ (Асиет Вайкок) и „Лучшая мужская(главная) роль“ (Зехов Зуральбий). Ноябрь 2018 года.

## Театральные постановки
„Люби меня, как я хочу!“ (Г.Ару), Камерный музыкальный театр, г. Майкоп 2004 г. (соавтор музыки к спектаклю)
„С приветом из Простоквашина“(Э.Успенский), (автор инсценировки и музыки к спектаклю), Москва 2004 г.
„День рождения кота Леопольда“ (А.Хайт) Москва, 2005 г.
„Безымянная звезда“ (М.Себастиан), Русский драматический театр, г. Майкоп, 2005 г.
„Остров сокровищ“ (Р. Л. Стивеннсон), Национальный драматический театр, г. Майкоп, 2006 г.
Похитители сладостей» (Исупов Т.) (автор сценария и музыки к спектаклю), Москва 2007 г.
«Мойдодыр» (К. И. Чуковский), (автор инсценировки и музыки к спектаклю) Москва 2007 г.
«Безымянная звезда» (М.Себастиан), театр-студия ВШЭ, 2008 г.
Мюзикл «Аладдин» (Б.Федотов), (режиссёр и автор музыки к спектаклю), Национальный драматический театр, г. Майкоп 2011 г.
«Как дурак разум искал» (Е.Хамидулина), Национальный драматический театр, г. Майкоп 2012 г.
«Слуга двух господ» (К.Гольдони). Национальный драматический театр, г. Майкоп 2013 г.
«Портрет Дориана Грея» (О.Уайльд), театр музыки и драмы под руководством Стаса Намина (г. Москва) 2013 г.
«Продайте мужа» (М.Задорнов) Камерный музыкальный театр им. А. А. Ханаху, 2015 г.
«Реквием» (Р. Рождественский), Камерный музыкальный театр им. А. А. Ханаху. 2015 г.
«Продавец дождя» (Р.Нэш) Театральная компания «ЛиТ» (г. Москва) 2015 г.
«Великан и украденный огонь» (З.Бемурзов), Черкесский драматический театр им. М.Акова, 2017 г.
Театрализованная музыкально-поэтическая программа «Заклинаю — помните!», посвящённая 75-летию Сталинградской битвы. Национальный драматический театр 2017 г.
«Гощэмыдэхьабл» (Б. Утижев) — режиссёр. Постановщик — заслуженный деятель искусств РСФСР, Народного артиста Абхазии Хачегогу К. Я.) 2020 г.
«К1о джаущтэу Тхьэм ы1уагъ» — режиссёр. Постановщик — заслуженный деятель искусств РСФСР, Народный артист Абхазии Хачегогу К. Я. 2020 г.
«Ханума» (А. Цагарели), Русский драматический театр имени М. Горького в городе Нальчике, 2022 г.
Национальная опера «Камбот и Ляца» (композитор В. Молов по роману А. Шогенцукова), Государственном музыкальном театре Кабардино-Балкарии 2022 г.